# Mesothea viridipennata
Mesothea viridipennata là một loài bướm đêm trong họ Geometridae.